# Marquesado del Saltillo
El marquesado del Saltillo es un título nobiliario español concedido por el rey Felipe V mediante Real decreto de 17 de abril de 1712 y Real despacho de 9 de octubre del mismo año a Martín Rodríguez de la Milla y Barba, IV señor del Saltillo, regidor perpetuo de Carmona y provincial de su Santa Hermandad. 
La concesión del marquesado del Saltillo tuvo lugar dentro de la política premial llevada a cabo por el Consejo de Castilla durante la última fase de la Guerra de Sucesión. En diversas ciudades andaluzas se otorgaron a las oligarquías que integraban por aquella época los cabildos municipales una serie de mercedes (títulos nobiliarios, llaves de gentilhombre, hábitos de órdenes militares...) en recompensa por el esfuerzo económico y de reclutamiento que habían prestado a la causa borbónica. El señor del Saltillo, regidor del cabildo Carmona, recibió el marquesado por haber contribuido a los ejércitos del rey Felipe con 100 caballos.
La denominación del título nobiliario hace referencia a Saltillo, un donadío señorial situado en la vega de Carmona. El Catastro de Ensenada lo describe como un pago de 114 fanegas, dedicadas en su mayor parte a olivar, y un molino de aceite. En el lugar permanecen hoy dos haciendas: una, en ruinas, conocida como Saltillo Viejo o Saltillo Lasso; y otra funcionando todavía como explotación agraria, llamada Saltillo Nuevo, Saltillo Perea o simplemente Saltillo.

## Señores del Saltillo
- Martín de la Milla y Velázquez, I señor del Saltillo;
- Francisco de la Milla y Barba, II señor del Saltillo;
- Martín de la Milla y Barba, III señor del Saltillo;
- Martín Rodríguez de la Milla y Barba, IV señor del Saltillo;

## Marqueses del Saltillo
- Martín Rodríguez de la Milla y Barba, I marqués del Saltillo;[1]
- Diego Rodríguez de la Milla, II marqués del Saltillo;
- Juan José Rodríguez de la Milla y Fernández de Córdoba, III marqués del Saltillo;
- Juan Luis Fernández de Córdoba-Ronquillo y de la Milla, IV marqués del Saltillo;
- Antonio María Fernández de Córdoba-Ronquillo, V marqués del Saltillo;
- María Luisa Fernández de Córdoba-Ronquillo, VI marquesa del Saltillo;
- Antonio de Rueda y Quintanilla, VII marqués del Saltillo;
- Rafael de Rueda y Osborne, VIII marqués del Saltillo;
- Miguel Lasso de la Vega y López de Tejada, IX marqués del Saltillo;[2]
- Andrés Lasso de la Vega y Quintanilla (1895-1979), X marqués del Saltillo. Contrajo matrimonio en 1920 con Elvira Marañón y Giménez de Aragón;
- José Lorenzo Lasso de la Vega y Marañón, XI marqués del Saltillo. Le sucedió su hermano:
- Miguel Lasso de la Vega y Marañón, XII marqués del Saltillo,[3] XIV marqués de las Torres de la Pressa y III vizconde de Dos Fuentes.[4] Contrajo matrimonio el 9 de marzo de 1945 con María Dolores de Porres y Osborne.[5] Le sucedió su hijo:
- García Lasso de la Vega y Porres, XIII marqués del Saltillo.[6] Le sucedió, por cesión, su hijo:
- David Lasso de la Vega y Camacho, XIV marqués del Saltillo.[7]